# آوالون
آوالون (ویلزی: Ynys Afallon) (به انگلیسی: Avalon) یک جزیره افسانه‌ای مهم در افسانه شاه آرتور است. که در اقیانوس تتیس قرار داشت .برای اولین بار در ۱۱۳۶ جفری آف مونموث در کتاب شبه تاریخی «تاریخچه پادشاهان بریتانیا» (به لاتین: Historia Regum Britanniae) از آوالون به عنوان مکانی که در آن شمشیر جادویی شاه آرتور به نام اسکالیبر ساخته شد و بعد از آن آرتور برای بهبود یافتن زخم‌هایش از نبرد کاملن به آنجا رفت، یادکرد. آوالون از همان روز اول با عقاید عرفانی و افرادی مانند مورگان لو فی همراه بود.